# Fundoaia, Mureș
Fundoaia este un sat în comuna Gurghiu din județul Mureș, Transilvania, România.